# Regionalwahl in der Toskana 1985
Die Regionalwahl in der Toskana 1985 fand am 12. und 13. Mai statt.

## Wahlergebnis
| Listen            | Listen                                        | Stimmen   | %    | Mandate |
| ----------------- | --------------------------------------------- | --------- | ---- | ------- |
|                   | Partito Comunista Italiano                    | 1.183.428 | 46,2 | 25      |
|                   | Democrazia Cristiana                          | 679.986   | 26,6 | 14      |
|                   | Partito Socialista Italiano                   | 306.797   | 12,0 | 5       |
|                   | Movimento Sociale Italiano – Destra Nazionale | 118.420   | 4,6  | 2       |
|                   | Partito Repubblicano Italiano                 | 84.725    | 3,3  | 1       |
|                   | Partito Socialista Democratico Italiano       | 43.810    | 1,7  | 1       |
|                   | Lista Verde                                   | 41.281    | 1,6  | 1       |
|                   | Democrazia Proletaria                         | 37.098    | 1,4  | 1       |
|                   | Partito Liberale Italiano                     | 28.863    | 1,1  | –       |
|                   | Liga Veneta – Alleanza Italiana Pensionati    | 11.798    | 0,5  | –       |
|                   | Caccia Pesca Ambiente                         | 10.797    | 0,4  | –       |
|                   | Partito Nazionale Pensionati                  | 8.234     | 0,3  | –       |
|                   | UV – Partito Democratico – UPAP – Ecologia    | 4.208     | 0,2  | –       |
|                   | Partito Umanista                              | 1.027     | 0,0  | –       |
| Gesamt            | Gesamt                                        | 2.560.472 | 100  | 50      |
|                   |                                               |           |      |         |
| Ungültige Stimmen | Ungültige Stimmen                             | 130.793   | 4,9  |         |
| Wähler            | Wähler                                        | 2.691.265 | 92,8 |         |
| Wahlberechtigte   | Wahlberechtigte                               | 2.898.983 |      |         |